# Griffen Molino
Griffen Molino, född 21 januari 1994, är en amerikansk professionell ishockeyforward som spelar för Toronto Marlies i AHL. 
Han har tidigare spelat på NHL-nivå för Vancouver Canucks och på lägre nivåer för Utica Comets i AHL, Western Michigan Broncos (Western Michigan University) i NCAA och Sioux Falls Stampede och Muskegon Lumberjacks i USHL.
Molino blev aldrig draftad av någon NHL-organisation.
Den 5 juli 2018 skrev han på för Toronto Marlies i AHL.

## Statistik
| 2007–2008   | Little Caesars           | T1EHL       | 31  | 10 | 15 | 25  | 20 | —  | — | — | — | —  |
| 2008–2009   | Little Caesars           | T1EHL       | 31  | 8  | 6  | 14  | 26 | —  | — | — | — | —  |
| 2009–2010   | Little Caesars U16       | T1EHL       | 38  | 3  | 14 | 17  | 16 | —  | — | — | — | —  |
| 2010–2011   | Little Caesars U16       | T1EHL       | 22  | 4  | 15 | 22  | 4  | —  | — | — | — | —  |
| 2011–2012   | Little Caesars U18       | HPHL        | 26  | 4  | 10 | 14  | 22 | —  | — | — | — | —  |
| 2012–2013   | Brockville Braves        | CCHL        | 61  | 14 | 20 | 34  | 38 | 6  | 2 | 1 | 3 | 2  |
| 2013–2014   | Sioux Falls Stempede     | USHL        | 59  | 8  | 31 | 39  | 31 | 2  | 0 | 0 | 0 | 2  |
| 2014–2015   | Muskegon Lumberjacks     | USHL        | 57  | 18 | 46 | 64  | 39 | 12 | 3 | 6 | 9 | 10 |
| 2015–2016   | Western Michigan Broncos | NCAA        | 36  | 11 | 14 | 25  | 12 | —  | — | — | — | —  |
| 2016–2017   | Vancouver Canucks        | NHL         | 5   | 0  | 0  | 0   | 0  | —  | — | — | — | —  |
|             | Western Michigan Broncos | NCAA        | 40  | 15 | 18 | 33  | 29 | —  | — | — | — | —  |
| 2017–2018   | Utica Comets             | AHL         | 46  | 3  | 7  | 10  | 19 | —  | — | — | — | —  |
| 2018–2019   | Toronto Marlies          | AHL         | —   | —  | —  | —   | —  | —  | — | — | — | —  |
| NHL totalt  | NHL totalt               | NHL totalt  | 5   | 0  | 0  | 0   | 0  | —  | — | — | — | —  |
| AHL totalt  | AHL totalt               | AHL totalt  | 46  | 3  | 7  | 10  | 19 | —  | — | — | — | —  |
| NCAA totalt | NCAA totalt              | NCAA totalt | 76  | 26 | 32 | 58  | 41 | —  | — | — | — | —  |
| USHL totalt | USHL totalt              | USHL totalt | 116 | 26 | 77 | 103 | 70 | 14 | 3 | 6 | 9 | 12 |